# Stockenboi
Stockenboi è un comune austriaco di 1 619 abitanti nel distretto di Villach-Land, in Carinzia. Nel 1865 ha inglobato i comuni soppressi di Wiederschwing e Ziebl.

## Geografia antropica

### Suddivisioni amministrative
Il territorio comprende 21 località:
- Aichach (82)
- Alberden (59)
- Drußnitz (12)
- Gassen (163)
- Hammergraben (25)
- Hochegg (64)
- Hollernach (13)
- vLiesing (4)
- Mauthbrücken (47)
- Mösel (20)
- Ried (61)
- Rosental (0)
- Scharnitzen (35)
- Seetal am Goldeck (0)
- Stockenboi (243)
- Tragail (145)
- Unteralm (37)
- Weißenbach (8)
- Wiederschwing (48)
- Ziebl (124)
- Zlan (400)